# Ждановка (Львовская область)
Ждановка (укр. Жданівка) — село в Сходницкой поселковой общине Дрогобычского района Львовской области Украины.
Население по данным 2020 года составляло ↘169 человек. Занимает площадь 10,6 км². Почтовый индекс — 82190. Телефонный код — 3244.

## История
В 1946 г. указом ПВС УССР село Жджанна переименовано в Ждановку.